# ジェイコブ・ジョーンズ (DD-130)
|          | |
| 艦歴     | |
| 発注     | |
| 起工     | 1918年2月21日 |
| 進水     | 1918年11月20日 |
| 就役     | 1919年10月20日 1930年5月1日                                                                                          |
| 退役     | 1922年6月24日 |
| 除籍     | |
| その後   | 1942年2月28日に戦没                                                                                                  |
| 性能諸元 | |
| 排水量   | 1,090トン |
| 全長     | 314 ft 5 in (95.83 m)                                                                                                |
| 全幅     | 31 ft 8 in (9.65 m)                                                                                                  |
| 吃水     | 8 ft 8 in (2.64 m)                                                                                                   |
| 機関     | 2缶 蒸気タービン2基 2軸推進、13,500shp                                                                               |
| 最大速   | 35ノット(65 km/h) |
| 乗員     | 士官、兵員101名 |
| 兵装     | 竣工時 4インチ砲4門、3インチ砲1門、21インチ魚雷発射管12門1941年 3インチ砲6門、12.7ミリ機銃4門、21インチ魚雷発射管6門 |

ジェイコブ・ジョーンズ (USS Jacob Jones, DD-130) は、アメリカ海軍の駆逐艦。ウィックス級駆逐艦の1隻。艦名は擬似戦争、第一次バーバリ戦争、米英戦争および第二次バーバリ戦争の4つの戦争で活躍したジェイコブ・ジョーンズ代将にちなむ。その名を持つ艦としてはタッカー級駆逐艦の5番艦である初代に続いて二代目。

## 艦歴
ジェイコブ・ジョーンズはニュージャージー州カムデンのニューヨーク造船所で1918年2月21日に起工し、11月20日にジョーンズ代将のひ孫カザノフ・ドートン夫人によって進水、艦長P・H・バステド少佐の指揮下1919年10月20日に就役する。

### 戦間期
竣工後、ジェイコブ・ジョーンズは大西洋での慣熟訓練のため12月4日にフィラデルフィアを出港。12月22日にフロリダ州ペンサコーラに到着後も訓練を継続し、1920年1月3日に太平洋に向けてペンサコーラを出港した。1月26日にサンディエゴに到着したあと、カリフォルニア沿岸で対空射撃を含む射撃演習を行う。ジェイコブ・ジョーンズは8月17日にメア・アイランド海軍造船所に入渠し、オーバーホールと予備艦入りに向けた準備を行った。その後は1921年6月18日まで太平洋艦隊駆逐艦隊に属し、1922年6月24日にサンディエゴで退役し予備艦入りした。
1930年5月1日、ジェイコブ・ジョーンズは再就役し、アラスカからメキシコ沿岸にいたる海域で航空母艦の支援を兼ねて訓練を重ねた。8月に戦闘艦隊の演習に参加し、演習後は11月に修理のためメア・アイランド海軍造船所に入った。修理が終わったあとの1931年2月4日からは、パナマに向かう空母ラングレー (USS Langley, CV-1) とともに訓練航海を行う。3月22日にパナマ運河を東航してカリブ海に入り、演習に参加。5月1日にアメリカ本国に向かい、5月26日から29日にチェサピーク湾で行われた陸海軍合同演習に加わった。夏の間は第7駆逐部隊とともに行動し、10月2日からボストン海軍工廠でオーバーホールに入った。整備後は、ハイチ近海での演習に参加するため12月1日にボストンを出港。1932年2月13日には、カリフォルニア水域における13か月にわたる航空支援と雷撃演習に加わるためカリブ海を発つ。カリキュラムを消化したあと、ジェイコブ・ジョーンズは1933年5月1日にグアンタナモ湾に戻り、5月26日に整備を受けるためノーフォークに向かった。チャールストンでの2か月のオーバーホールののち、ジェイコブ・ジョーンズは発射訓練のために11月29日にグアンタナモ湾に戻った。1934年6月29日、ジェイコブ・ジョーンズは演習をいったん中止し、善隣政策の一環でポルトープランスを訪問するフランクリン・ルーズベルト大統領の乗艦の護衛を務める。7月にはカリブ海に戻って演習を再開し、9月にはグアンタナモ湾での上陸演習にも参加する。カリブ海での演習は11月下旬には終わり、1934年12月3日にノーフォーク海軍造船所に到着して数か月間整備を行った。
1935年5月、ジェイコブ・ジョーンズはアナポリスを卒業したばかりの士官候補生を乗せ、訓練航海のため大西洋に出た。6月7日からはノーフォークを拠点に、3か月間にわたって沿岸の哨戒と演習を行う。9月に入り、駆逐艦を対象とした演習に参加するためニューヨークに向かい、演習後の1936年1月からはブルックリン海軍工廠で定期修理に入った。修理を終えて6月15日、ジェイコブ・ジョーンズは予備士官の再訓練航海のためにニューヨークを出港してカリブ海に向かい、9月まで滞在する。ノーフォークでの年次検査を済ませたあと、10月には陸海軍沿岸部演習参加のためノーフォークを出港。次いで1937年2月までは掃海に関する演習に参加した。3月に入ると第5予備艦隊のための訓練に供され、6月には前年同様士官候補生のための訓練航海を行った。1938年のジェイコブ・ジョーンズは、前年から続いていた予備士官のための練習艦任務を終えたあと、1月15日にプエルトリコとヴァージン諸島沖で行われる上陸作戦と艦隊戦の演習に参加。3月13日にノーフォークに戻ってオーバーホールに入った。6月からはノーフォークを拠点に空母航空隊への支援と雷撃及び砲術の訓練に明け暮れた。
9月にルーズベルト大統領の巡視を受け、その後はヨーロッパに新設される第40戦隊に編入されて地中海方面を行動することとなった。戦隊の目的は、1936年7月に勃発したスペイン内戦からアメリカ国民を保護することであり、西地中海を主な行動範囲とした。ジェイコブ・ジョーンズは10月26日にノーフォークを出港し、11月6日にジブラルタルに到着、11月17日にフランスのヴィルフランシュ＝シュル＝メールに到着して任務を開始し、以降1939年3月20日にいたるまでフランス地中海艦隊の支援のもとで行動した。1939年3月24日から25日にかけてアルジェに寄港し、次の7か月の間にロッテルダムからリスボンまでのヨーロッパの主要港を訪問。10月4日にリスボンを出港し、10月14日にノーフォークに帰投した。帰投後はノーフォークとニューポート間で艦隊航空の支援を行い、12月には就役した新鋭潜水艦シードラゴン (USS Seadragon, SS-194) の訓練を護衛した。

### 第二次世界大戦
1939年9月に第二次世界大戦が勃発し、アメリカは当面参戦せず中立パトロールを開始する。中立パトロールでは、西半球のあらゆる海域における敵国の動向を監視し、報告する義務が与えられた。また同時に、「西半球を守るアメリカ海軍」の戦力を誇示する目的もあった。ジェイコブ・ジョーンズも中立パトロールに加わることとなり、2か月にわたるノーフォークでの整備後、哨戒のため1940年4月4日にチャールストンに向けて出港した。もっとも、2か月後には最初の哨戒を終え、士官候補生のための練習艦任務に戻った。9月にはコネチカット州ニューロンドンの音響学校のための訓練に供されるためノーフォークを出港し、ニューロンドンに向かう。12月6日に一時的にノーフォークに戻ったあと、フロリダ州キーウェストにおける音響訓練のため出港。訓練のあとは中立パトロールを再開、1941年3月からキーウェストとユカタン海峡間のカリブ海を哨戒する。5月からはヴィシー政権側の小アンティル諸島、グアドループおよびマルティニークに対する警戒任務を務め、夏の間はカリブ海で行動した。1940年12月、大西洋方面の旧型駆逐艦は兵装の更新改装が実施され、ジェイコブ・ジョーンズも工事が実施された。従来の4インチ砲と魚雷発射管の半数は撤去され、3インチ両用砲6門が4インチ砲と魚雷発射管の撤去跡に装備された。また機銃兵装と爆雷兵装も強化された。
1941年9月30日、ジェイコブ・ジョーンズは北大西洋での護衛任務のために編制された第54駆逐部隊に加わるため、グアンタナモ湾を出港。ノーフォークで2か月にわたり検査を受けたのち、1941年12月1日にノーフォークを出港してニューイングランド沿岸での船団護衛と訓練に従事する。12月12日にボストン港を出港し、ニューファンドランド島アルゼンチア海軍基地までの護衛を開始した。12月16日に潜水艦マッケレル (USS Seadragon, SS-194) とS-33 (USS S-33, SS-138) の訓練を護衛したあとボストンを経由し、12月24日にアルゼンチアに戻った。
年明けて1942年1月4日、ジェイコブ・ジョーンズは掃海艇アルバトロス (USS Albatross, AM-71) とリネット (USS Linnet, AM-76) を伴い、イギリス行のSC63船団を護衛するためアルゼンチアを出撃する。間もなく潜水艦を探知し、爆雷攻撃を行ったが接触を失い、護衛任務に戻ったあと1月5日にアルゼンチアに帰投した。一休息ののち、アイスランドに向かうIX169船団護衛のため1月14日にアルゼンチアを出撃。船団は途中、ビューフォート風力階級で風力9に相当する激しい嵐に遭遇し、船団加入各船は荒らしで散り散りとなってしまった。ジェイコブ・ジョーンズもまた船団から分離してしまったが、一路ハヴァルフィヨルドを目指した。嵐に加えて燃料の不足とジャイロコンパスと磁気コンパスの不具合に悩まされたものの、1月19日に到着することができた。5日後の1月24日、ジェイコブ・ジョーンズはアルゼンチアに向かう3隻の商船を護衛してハヴァルフィヨルドを出撃するが、帰路もまた嵐に見舞われ、1隻のノルウェー商船とともにアルゼンチアに到着した。2月2日には哨戒中に潜水艦を探知して爆雷攻撃を行ったものの、はっきりとした戦果にはならなかった。アルゼンチアには翌2月3日に到着し、間もなくON59船団護衛のため2月4日にはボストンに向けて出港した。ボストンには2月8日に到着したが、次の一週間は修理にあてられ、2月15日にノーフォークに向けて出港、3日後にはノーフォークからニューヨークに移動した。
大西洋岸における連合国商船の損害を食い止める一環として、東部海軍区司令官アドルフ・アンドリュース中将は機動性のある対潜専門部隊を編成し、ジェイコブ・ジョーンズは艦長ヒュー・ブラック少佐の指揮下で対潜部隊に加わり、2月22日にニューヨークを出撃する。アンブローズの灯台船を通過して間もなく、ジェイコブ・ジョーンズは潜水艦を探知して攻撃態勢に入った。5時間におよぶ戦闘で12回の攻撃を行い、57発の爆雷を投じた。12回のうち後半6回の攻撃では油紋が浮き出てきたが、その他の破片や残骸は発見されなかった。ジェイコブ・ジョーンズはすべての爆雷を使い果し、補給のためニューヨークに帰投。ジェイコブ・ジョーンズが攻撃した目標については後刻調査が行われたが、目標を撃沈したという証拠は得られなかった。

### 最期
1942年2月27日、ジェイコブ・ジョーンズはニューヨークを出撃してニュージャージー州沿岸部に向かい、バーナガット灯台沖の5尋海域を哨戒した。次いで哨戒海域をデラウェア湾メイ岬に移して哨戒を継続した。15時30分、バーナガット灯台の東の沖に戻ってきたジェイコブ・ジョーンズは、前日に雷撃を受けて沈没したタンカーR.P. リゾールのくすぶっていた残骸を発見し、2時間にわたって弧を描くように生存者を探したあと、針路を南に向けた。速力を15ノットに固定し、20時からは無線封止を実施する。2月27日の夜は満月であり、視界は良かった。ジェイコブ・ジョーンズは誘導灯を点灯することもなく南下を続けた。
日付変わって1942年2月28日の夜明け、U-578は無警戒であったジェイコブ・ジョーンズに対して魚雷を発射。2本から3本の魚雷はジェイコブ・ジョーンズの左舷側に命中した。生存者の証言では、最初の魚雷は艦橋の艦尾寄りに命中し、弾薬庫が大爆発を起こして艦橋、海図室、士官および乗組員居住区を破壊して命中部分より前は切断されて海没した。別の魚雷は艦尾から40フィート前方に命中し、艦尾とキール、シャフトもろとも吹き飛ばして乗組員の4分の1は戦死した。船体の中央部分は辛うじて浮いていた。艦長ブラック少佐以下25名あるいは30名の士官は爆発でことごとく戦死し、生存者の中で最先任だった信号長は負傷しながらも救命ボートを降ろす努力を行った。しかし、海上に散乱した残骸が救命ボートの行動を妨げた。ジェイコブ・ジョーンズは45分もの間浮いており、生存者は4つ5つの救命で艦を離れた。間もなくジェイコブ・ジョーンズは沈んでいき、その際に艦尾の爆雷が誘爆を起こして救命いかだの上にいた何名かの生存者のうち幾人かはそのあおりで亡くなった。同じことは、先代艦がやはりUボートの攻撃で沈没した際にも起こっていた。
8時10分、陸軍航空軍の観測機は救命いかだを発見し、近在の哨戒艇PE-56に自機の位置を知らせた上で救命いかだの発見を通報した。PE-56は現場に急行して12名を救助したが、11時ごろには海が荒れてきたため捜索は打ち切られた。PE-56は生存者を乗せてメイ岬に向かったが、その途中で1名が亡くなった。続く2日間、航空機と艦船によってジェイコブ・ジョーンズの生存者の捜索が行われたが、何も発見できなかった。